# Dysmicoccus pauper
Dysmicoccus pauper är en insektsart som beskrevs av Danzig 1971. Dysmicoccus pauper ingår i släktet Dysmicoccus och familjen ullsköldlöss. Inga underarter finns listade i Catalogue of Life.